# Hydnum ellipsosporum
Hydnum ellipsosporum är en svampart som beskrevs av Ostrow & Beenken 2004. Hydnum ellipsosporum ingår i släktet mat-taggsvampar och familjen Hydnaceae.   Inga underarter finns listade i Catalogue of Life.